# Toral de los Guzmanes
Toral de los Guzmanes è un comune spagnolo di 669 abitanti situato nella comunità autonoma di Castiglia e León.